# Liste der Biografien/Gora
Liste der Biografien |
Portal Biografien |
Personensuche
# |
A |
B |
C |
D |
E |
F |
G |
H |
I |
J |
K |
L |
M |
N |
O |
P |
Q |
R |
S |
T |
U |
V |
W |
X |
Y |
Z |
?
 
Ga |
Gb |
Gc |
Gd |
Ge |
Gf |
Gh |
Gi |
Gj |
Gk |
Gl |
Gm |
Gn |
Go |
Gp |
Gq |
Gr |
Gs |
Gu |
Gv |
Gw |
Gy |
Gz
 
Goa |
Gob |
Goc |
God |
Goe |
Gof |
Gog |
Goh |
Goi |
Goj |
Gok |
Gol |
Gom |
Gon |
Goo |
Gop |
Gor |
Gos |
Got |
Gou |
Gov |
Gow |
Goy |
Goz
 
Gora |
Gorb |
Gorc |
Gord |
Gore |
Gorf |
Gorg |
Gorh |
Gori |
Gorj |
Gork |
Gorl |
Gorm |
Gorn |
Goro |
Gorp |
Gorr |
Gors |
Gort |
Goru |
Gorv |
Gory |
Gorz
Die Liste der Biografien führt alle Personen auf, die in der deutschsprachigen Wikipedia einen Artikel haben. Dieses ist eine Teilliste mit 56 Einträgen von Personen, deren Namen mit den Buchstaben „Gora“ beginnt.

## Gora
- Góra, Clara (1931–2007), ungarische Tänzerin und Choreografin
- Gora, Claudio (1913–1998), italienischer Schauspieler
- Góra, Janusz (* 1963), polnischer Fußballspieler und -trainerJanusz Góra (* 1963)

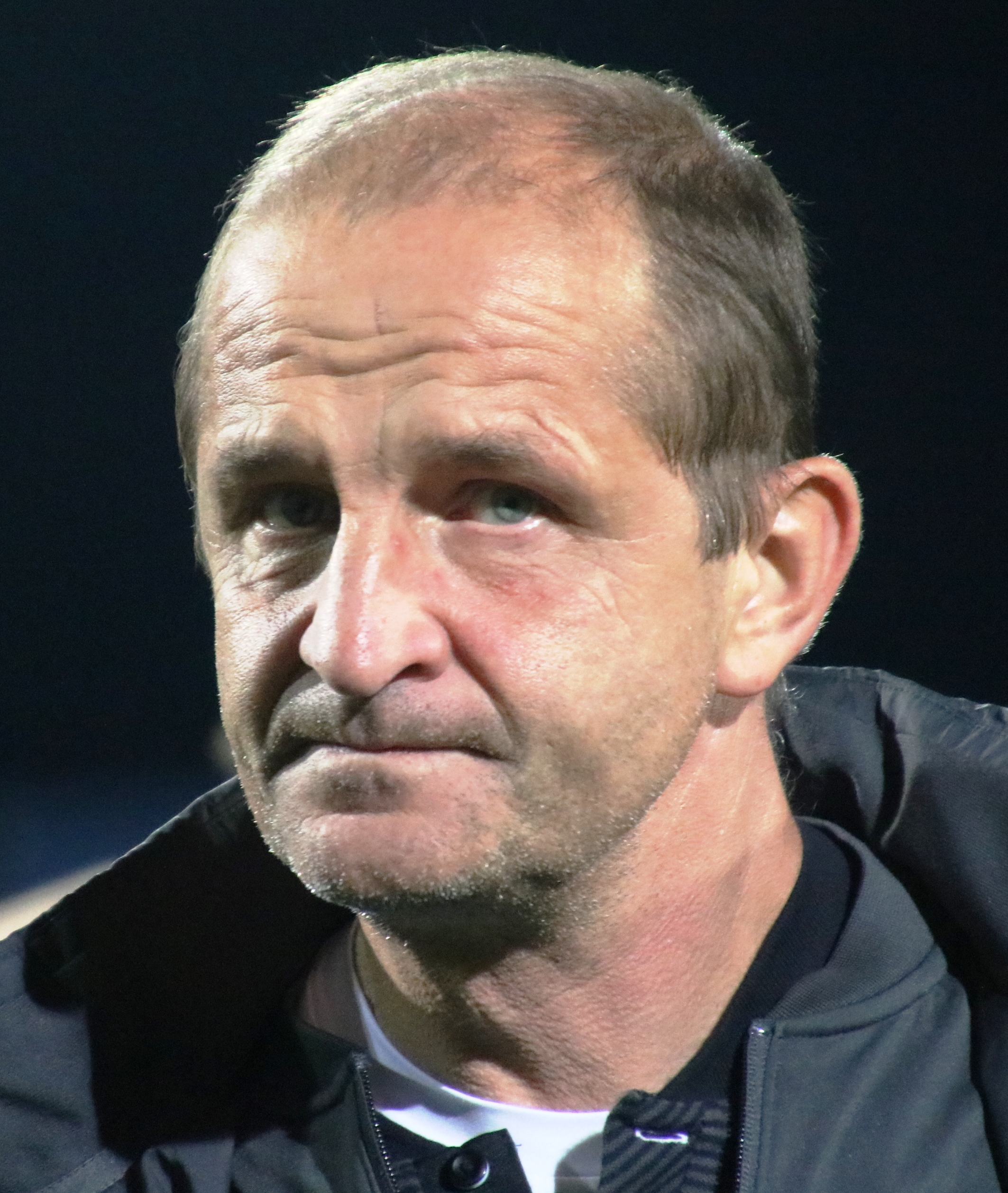
Janusz Góra (* 1963)

- Gora, Lindukuhle (* 2001), südafrikanischer Hürdenläufer
- Gora, Lisa (* 2004), deutsche Fußballspielerin
- Gora, Lothar (* 1954), deutscher Leichtathlet
- Gora, Saraswathi (1912–2006), indische Aktivistin
- Góra, Wilhelm (1916–1975), polnischer Fußballspieler

### Gorag
- Goraguer, Alain (1931–2023), französischer Jazzpianist und Komponist

### Gorak
- Górak, Andrzej (* 1951), polnischer Verfahrenstechniker
- Górak, Daniel (* 1983), polnischer Tischtennisspieler
- Gorakhpuri, Qamruddin Ahmad (1938–2024), indischer islamischer Gelehrter, Hadith-Professor und Scheich
- Goraksha, indischer Yogi, Begründer des Hatha Yoga

### Goral
- Goral, Władysław (1898–1945), polnischer römisch-katholischer Weihbischof des Bistums Lublin
- Goral, Zdzisław (* 1950), polnischer Militär
- Goral-Sternheim, Arie (1909–1996), deutscher Maler und Publizist
- Góralczyk, Elżbieta (1950–2008), polnische Schauspielerin und Maskenbildnerin
- Goralewski, Frieda (1893–1989), deutsche Volksschullehrerin, Bewegungs- und Tanztherapeutin
- Goralik, Yannick (* 1997), deutscher Volleyballspieler
- Góralski, Jacek (* 1992), polnischer Fußballspieler

### Goram
- Goram, Andy (1964–2022), schottischer FußballspielerAndy Goram (1964–2022)

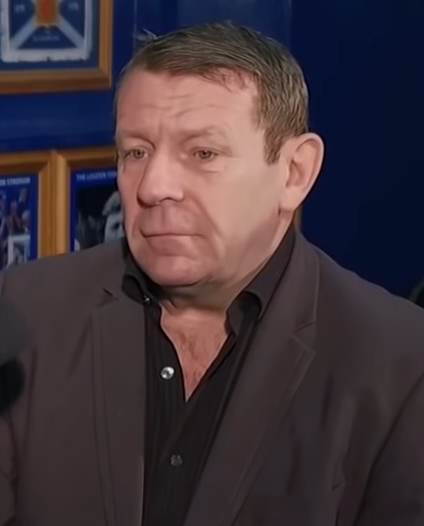
Andy Goram (1964–2022)

- Gorampa Sönam Sengge (1429–1489), 6. Thronhalter des Ngor-Klosters

### Goran
- Goran, Abdullah (1904–1962), kurdischer Dichter
- Goran, Lester (1928–2014), US-amerikanischer Schriftsteller
- Gorani, Hala (* 1970), syrisch-US-amerikanische Nachrichtensprecherin
- Goranow, Wladislaw (* 1977), bulgarischer Politiker
- Goranowa, Iwet (* 2000), bulgarische Karateka
- Goranson, Alicia (* 1974), US-amerikanische Schauspielerin
- Göranson, Gustaf (1886–1959), schwedischer Industrieller
- Gøranson, Kjell Arne (* 1970), norwegischer Beachvolleyballspieler
- Göranson, Sverker (* 1954), schwedischer Generalmajor und Oberbefehlshaber der schwedischen Streitkräfte
- Göransson, André (* 1994), schwedischer Tennisspieler
- Göransson, Antonia (* 1990), schwedische Fußballspielerin
- Göransson, Bertil (1919–2004), schwedischer Ruderer
- Göransson, Claes (* 1950), schwedischer Radrennfahrer
- Göransson, Göran (* 1956), schwedischer Fußballspieler und -trainer
- Göransson, Göran Fredrik (1819–1900), schwedischer Unternehmer
- Göransson, Gunnar Wilhelm (1933–2012), schwedischer Radrennfahrer
- Göransson, Ludwig (* 1984), schwedischer Songwriter und FilmkomponistLudwig Göransson (* 1984)

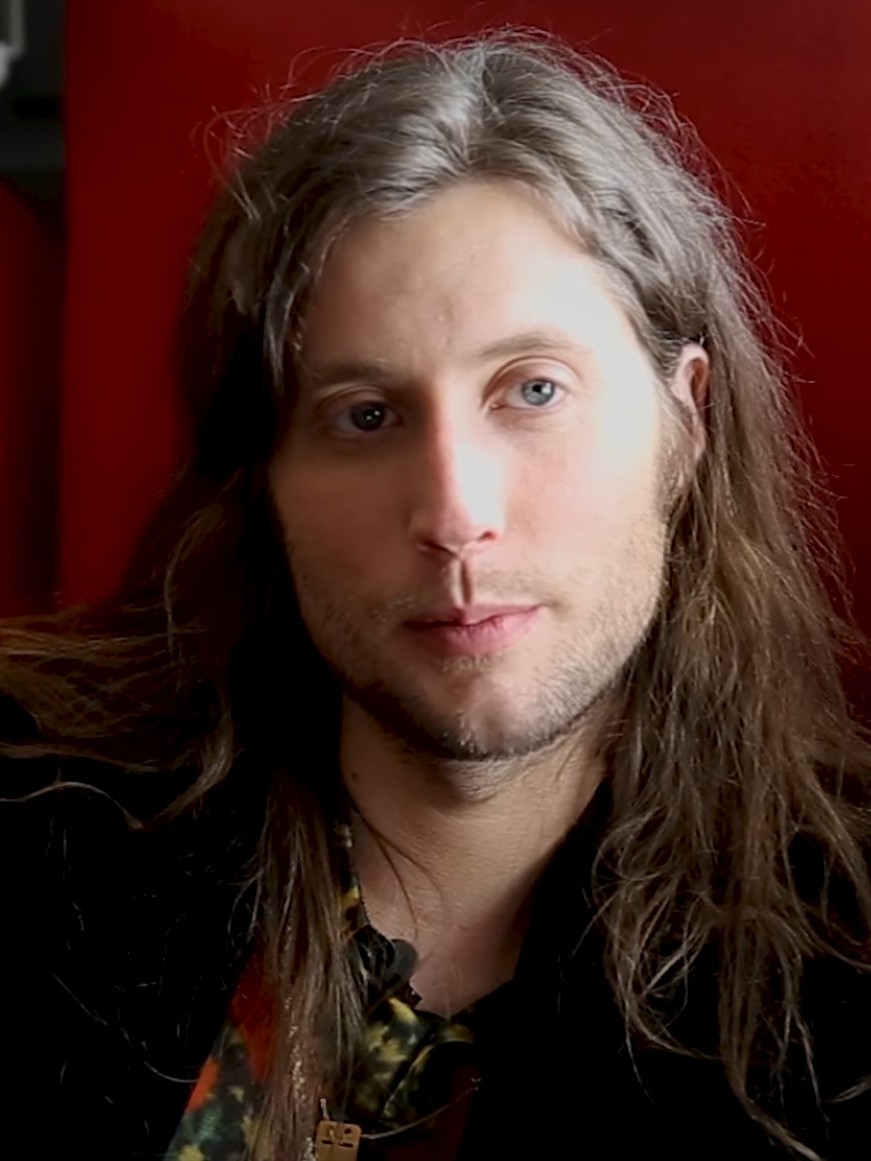
Ludwig Göransson (* 1984)

- Göransson, Morgan (* 1972), schwedischer Skilangläufer
- Göransson, Per Daniel (* 1986), schwedisch-australischer Eishockeyspieler
- Göransson, Peter (* 1969), schwedischer Skilangläufer
- Göransson, Richard (* 1978), schwedischer Automobilrennfahrer
- Göransson, Rickard (* 1983), schwedischer Songwriter und Musikproduzent
- Göransson, Tim (* 1988), schwedischer Tennisspieler
- Gorantla, Johannes (1952–2007), indischer Theologe und Bischof von Kurnool
- Gorantla, Johannes (* 1974), indischer römisch-katholischer Ordensgeistlicher, Bischof von Kurnool
- Göranzon, Marie (* 1942), schwedische Schauspielerin

### Goras
- Gorassini, Annie (* 1941), italienische Schauspielerin

### Gorat
- Goratchek, Agapit (1955–2020), russisch-orthodoxer Bischof der russisch-orthodoxen Auslandskirche
- Gorath, Karl (1912–2003), deutscher Krankenpfleger

### Goraw
- Gorawit Wongkrai (* 2004), thailändischer Fußballspieler
- Gorawski, Damian (* 1979), polnischer Fußballspieler

### Goraz
- Gorazd von Mähren, großmährischer Bischof und Heiliger
- Gorazd von Prag (1879–1942), tschechischer orthodoxer Bischof
- Gorazdowski, Sigismund (1845–1920), katholischer Priester, Ordensgründer und Heiliger